# 小型后剑水蚤
小型后剑水蚤（学名：Metacyclops minutus）为剑水蚤科后剑水蚤属的动物。分布于俄罗斯、巴勒斯坦、伊拉克、叙利亚、埃及、英国、法国、德国、捷克斯洛伐克、罗马尼亚、保加利亚、葡萄牙、阿尔及利亚、突尼斯以及中国大陆的内蒙古等地，一般生活于间歇性的小水域中。
其种加词“minutus”意为“微小的”。